# Contarinia goebeliae
Contarinia goebeliae är en tvåvingeart som beskrevs av Fedotova 1987. Contarinia goebeliae ingår i släktet Contarinia och familjen gallmyggor.
Artens utbredningsområde är Kazakstan. Inga underarter finns listade i Catalogue of Life.